# Aleksej Pokuševski
Aleksej Pokuševski (Servisch: Алексеј Покушевски) (Belgrado, 26 december 2001) is een Servisch basketballer die speelt als power forward of Center.

## Carrière
Pokuševski speelde in de jeugdploeg van Olympiakos Piraeus vooraleer hij in maart 2019 zijn debuut maakte voor de ploeg in de EuroLeague waarmee hij de jongste speler van Olympiakos ooit werd in die competitie. In 2020 stelde hij zich kandidaat voor de NBA draft en werd als 17e gekozen in de eerste ronde door de Minnesota Timberwolves, waarmee hij ook de jongste speler was die werd gekozen in deze draft. Hij werd samen met James Johnson en een 2de ronde draft voor 2024 geruild naar Oklahoma City Thunder voor Jaden McDaniels en Ricky Rubio. Hij maakte zijn NBA-debuut op 26 december 2020 tegen de Charlotte Hornets. In februari 2021 werd Pokuševski uitgeleend aan de Oklahoma City Blue in de NBA G League. Hij keerde echter snel terug naar Oklahoma City Thunder en hij mocht in zijn rookie-seizoen in 45 matchen aantreden (waarvan 28 als basisspeler). Op 14 maart 2021 was hij in een overwinning tegen de Memphis Grizzlies goed voor 23 punten en 10 rebounds. Hiermee werd Pokuševski de jongste speler in de NBA-geschiedenis met meer dan 20 punten, meer dan 10 rebounds en meer dan 5 driepunters tijdens 1 wedstrijd. Tevens werd Pokuševski de tweede-jongste speler in de NBA-geschiedenis met 5 driepunters in 1 wedstrijd, waarbij enkel LeBron James dit op nog jongere leeftijd kon realiseren.
In februari 2024 werd zijn contract door de Thunder ontbonden en kort daarna tekende Pokuševski bij de Charlotte Hornets.

## Statistieken

### Regulier seizoen NBA
| Seizoen  | Team                  | WG  | WS | MPW  | 2P%  | 3P%  | FW%  | RPW | APW | SPW | BPW | PPW |
| -------- | --------------------- | --- | -- | ---- | ---- | ---- | ---- | --- | --- | --- | --- | --- |
| 2020/21  | Oklahoma City Thunder | 45  | 28 | 24,2 | 34,1 | 28,0 | 73,8 | 4,7 | 2,2 | 0,4 | 0,9 | 8,2 |
| 2021/22  | Oklahoma City Thunder | 61  | 12 | 20,2 | 40,8 | 28,9 | 70,0 | 5,2 | 2,1 | 0,6 | 0,6 | 7,6 |
| 2022/23  | Oklahoma City Thunder | 34  | 25 | 20,6 | 43,4 | 36,5 | 62,9 | 4,7 | 1,9 | 0,6 | 1,3 | 8,1 |
| 2023/24  | Oklahoma City Thunder | 10  | 0  | 6,0  | 25,0 | 18,2 | 50,0 | 1,0 | 0,5 | 0,1 | 0,1 | 1,2 |
| 2023/24  | Charlotte Hornets     | 18  | 0  | 19,2 | 42,9 | 36,4 | 75,7 | 4,4 | 1,7 | 0,8 | 0,7 | 7,4 |
| Carrière | Carrière              | 168 | 65 | 20,4 | 39,1 | 30,4 | 70,2 | 4,6 | 1,9 | 0,6 | 0,8 | 7,5 |

### EuroLeague
| Seizoen | Team               | WG | WS | MPW | 2P% | 3P% | FW%  | RPW | APW | SPW | BPW | PPW |
| ------- | ------------------ | -- | -- | --- | --- | --- | ---- | --- | --- | --- | --- | --- |
| 2018/19 | Olympiakos Piraeus | 2  | 0  | 2,9 | 0,0 | 0,0 | 50,0 | 1,0 | 0,5 | 0,5 | 0,0 | 0,5 |
| 2019/20 | Olympiakos Piraeus | 1  | 0  | 2   | 0,0 | -   | -    | 0,0 | 0,0 | 0,0 | 0,0 | 0,0 |